# Tempesta Xynthia

animazione per 24 ore della tempesta dalle ore 17:00 del 27 febbraio

Xynthia è il nome dato ad una forte tempesta formatasi nell'Oceano Atlantico il 26 febbraio 2010 e dissipatasi il 1º marzo 2010. La sua formazione è dovuta all'area di bassa pressione che dal nord Atlantico si è spostata verso l'Europa nord-occidentale, investendo dapprima il Portogallo e poi Spagna, Francia, Germania, Belgio e parte della Scandinavia.

## Effetti
In totale la tempesta Xynthia ha provocato 58 morti e 12 dispersi.
Nella Francia occidentale circa un milione di persone sono rimaste senza energia elettrica. Negli Alti Pirenei alcuni alberi caduti hanno danneggiato diverse automobili, i tetti degli edifici sono stati distrutti e ci sono stati diversi problemi alla circolazione stradale a causa di rocce precipitate sulle strade. Nelle cittadine di La Faute-sur-Mer, L'Aiguillon-sur-Mer e La Tranche-sur-Mer si sono registrati allagamenti dovuti alle forti piogge, le acque hanno raggiunto il livello di 1,5 metri di altezza. Vari allagamenti hanno provocato il rallentamento di linee ferroviarie tra la Francia e il nord della Spagna. Ben 70 voli all'aeroporto di Charles de Gaulle di Parigi sono stati cancellati da Air France.
La tempesta ha causato danni anche in Portogallo e in Spagna. Si sono registrati venti di 166 km/h in Portogallo, 228 km/h in Spagna e 241 km/h in Francia.
Come tutte le tempeste extratropicali anche la tempesta Xynthia ha causato un'ondata di caldo, il 2 marzo 2010

## Reazioni
Météo-France ha lanciato l'allarme rosso (il più alto) per il 27 e il 28 febbraio nelle zone di Charente Marittima, Vandea, Deux-Sèvres e Vienne. L'allarme arancione (il secondo più alto), invece per Andorra, Ain, Ariège, Cantal, Finistère, Alta Garonna, Gironda, Isère, Loira, Alta Loira e per gli Alti Pirenei.